# 박정훈 (군인)
박정훈(1971년~)은 대한민국의 군인으로, 해병대 대령이다. 해병대 수사단장을 지냈다.

## 생애
경북 포항이 고향으로, 경북대 법대를 졸업하고, 해군사관후보생(OCS)으로 1996년 해병대 장교로 임관하였다.
해병대 수사단장이던 박정훈 대령은, 해병대 채상병 사망 사건(2023. 7. 19.) 조사기록의 민간 경찰 이첩을 보류하라는 김계환 당시 해병대사령관의 명령에 따르지 않고 항명했다는 혐의로 2023년 10월 6일 국방부검찰단에 의하여 기소되었다. 그리고 이종섭 당시 국방부 장관에 대한 상관명예훼손 혐의도 받았다. 2023년 12월 7일 재판이 시작되어 2024년 11월 21일 결심공판까지 열 차례 공판이 진행되었으며, 당시 사령관과 장관 등이 증인으로 출석하였다. 결심 공판에서 군 검찰은 징역 3년을 구형하였다.
2025년 1월 9일, 1심 선고 공판에서 항명·상관명예훼손 혐의 모두 무죄를 선고받았다.

## 상관 명예훼손 및 항명 논란
박정훈은 2023년 7월 31일 16:00경 화성시 봉담읍에 있는 해병대사령부 중회의실에서 상관인 해병대사령관 해병중장 김계환으로부터 해병상병 순직사건 조사기록 경찰 이첩과 관련하여 '장관님이 귀국할 때까지 이첩을 보류하라’는 정당한 명령을 받았고, 그때부터 2023년 8월 1일 20:40경까지 사이에 해병대사령관 집무실, 해병대사령부 충무실, 덕산스포텔에서 해병대사령관으로부터 위와 같은 명령을 수차례 받았다.
그럼에도 불구하고 박정훈은 국방부장관이 귀국하기 전인 2023년 8월 2일 07:20경 해병대사령부 내 해병대수사단장 집무실에서 중앙수사대장 해병중령 박세진에게 "1광수대장에게 기록 보내는 것을 출발시켜라, 내가 책임질 부분이 있으면 책임진다.”라고 지시하였다.
이에 중앙수사대장은 같은 날 07:49경 제1광역수사대장 해병중령 최준영에게 전화하여 "단장님이 준비되었으면 인계하라고 하셨다.”라고 박정훈의 지시사항을 전하였고, 제1광역수사대장은 이에 따라 같은 날 안동시에 있는 경상북도경찰청에 위 조사기록을 전달하였다.
군검찰은 위와 같이 박정훈이 기록 이첩 보류 명령에 관해 상관의 정당한 명령에 복종하지 아니하였다고 보았다.
박정훈은 2023년 8월 2일 10:51경 해병대사령부 내 해병대수사단 중앙수사대장 집무실에서, 제1광역수사대장이 해병상병 순직사건 조사기록을 같은 날 10:30부터 안동시에 있는 경상북도경찰청으로 전달하고 있다는 사실을 알게 된 상관인 해병대사령관으로부터 전화를 받아 "당장 인계를 멈춰!”라는 정당한 명령을 받았다.
그럼에도 불구하고 박정훈은 "이미 인계 중입니다. 죄송합니다.”라는 답변만 한 채 기록 이첩 중단에 필요한 조치를 하지 않아, 결국 제1광역수사대장이 같은 수사대 수사관 해병상사 박영길, 해병중사 정재훈과 함께 같은 날 11:56경까지 위 조사기록을 경상북도 경찰청에 전달하도록 하였다. 
군검찰은 위와 같이 기록 이첩 중단 명령에 관해 상관의 정당한 명령에 복종하지 아니하였다고 보았다.
국방부장관 이종섭은 국군조직법 등 법령에 따라 군사에 관한 사항을 관장하는 박정훈의 상관이다.
박정훈은 2023년 8월 11일 09:30경 서울 용산구에 있는 국방부검찰단 청사 앞에서 해병상병 순직사건 조사 관련 '사단장을 빼라’는 등 외압이 있었다고 주장하면서, '2023년 7월 30일 국방부장관에게 해병상병 순직사건 조사결과를 보고하는 자리에서 '국방부장관이 사단장을 빼라거나 초급 간부에 대한 과실치사 혐의까지는 너무 과한 것 아니냐고 발언한 적이 있는지’라는 기자의 질문에 "제 보고를 다 들으시고 '사단장까지 형사처벌의 대상으로 하는 것이냐?'라고 질문하셨고, （중략) 초급 간부에 대해서는 일체 언급이 없었습니다."라고 말하였다.
또한 박정훈은 2023년 8월 11일 16:00경 서울 영등포구에 있는 KBS 방송국에서, 생방송 프로그램 '사사건건’에 출연하여 인터뷰하는 도중, 국방부장관 보고 당시 장관이 뭐라고 반응했는지 묻는 사회자의 질문에 "설명을 다 들으시고 장관님이 '사단장도 형사처벌의 대상이 되어야 하느냐?'라고 질문을 하셨고"라고 말하였다.
그러나 국방부장관이 2023년 7월 30일 16:30경 서울 용산구에 있는 국방부장관 집무실에서 박정훈과 해병대사령관 해병중장 김계환으로부터 해병상병 순직사건 조사결과 보고를 받을 당시 초급간부에 대한 질문을 하였으나 사단장의 처벌을 언급하거나 의문을 제기한 사실은 없었다.
군검찰은 위와 같이 박정훈이 공연히 각 허위의 사실을 적시하여 상관인 국방부장관의 명예를 각 훼손하였다고 보았다.
2025년 1월 9일 중앙지역군사법원은 상관명예훼손, 항명 죄로 기소된 박정훈에게 무죄를 선고하였다.

## 학력
- 경북대 법대
- 고려대학교 대학원 법학 석사
- 고려대학교 대학원 법학 박사(논문: ‘형사절차상 협상에 관한 연구’[2])